# Christopher Townsend
Christopher Townsend é um supervisor de efeitos visuais estadunidense. Foi indicado ao Oscar de melhores efeitos visuais na edição de 2018 por Guardians of the Galaxy Vol. 2 e na edição de 2014 por Iron Man 3.